# Jeanette
Janette Anne Dimech (Londres, 10 de Outubro de 1951), Janette Anne Kristof (nome de casada) conhecida simplesmente como Jeanette, é uma cantora britânica vinculada à cultura espanhola, intérprete de temas musicais cantados em espanhol, mas também em catalão, inglês e francês, tornou-se conhecida no final dos anos 60. A sua família mudou-se para os Estados Unidos e, após o divórcio dos seus pais, viajou para a Espanha ainda adolescente. Janette teve a oportunidade de conhecer um grupo de jovens que tinham uma banda chamada Brenner's Folk, com quem gravou um EP. O grupo fez um teste numa rádio local de Barcelona, o que chamou a atenção da discográfica Hispavox, que se interessou pela voz da vocalista e os lançou no mercado musical. Assim nasceu o grupo juvenil Pic-Nic, que teve um único sucesso chamado «Cállate niña», baseado em "Hush, Little Baby", uma cantiga de ninar tradicional norte-americana de autor desconhecido e com nova letra em inglês e em espanhol da própria Jeanette. As constantes discussões e a saída de dois dos seus integrantes acabaram por dissolver o grupo.
Entretanto, Jeanette deixou de dar importância à música, mas, no início dos anos setenta, a Hispavox apresenta-lhe um projecto para uma solista. Após várias solicitações por parte da editora discográfica, Jeanette aceita e assina um contracto. No último trimestre de 1971 é publicado o seu primeiro single «Soy rebelde» que para surpresa de muitos e da própria cantora, converte-se num hit mundial, iniciando assim uma prodigiosa carreira. Continuou lançando uma série de EP (que grande êxito), até que em 1976 um destes EP ganhou notoriedade num filme de Carlos Saura, Cría Cuervos, fazendo parte da banda sonora. O EP escolhido por Saura foi «Porque te vas» (lançado em 1974), que se posicionou em todas as listas musicais de toda Europa, e liderando inclusive algumas em países como Alemanha, Espanha, França e América latina. Na França gravou o seu primeiro álbum musical, que não teve a recepção que se esperava, até que em 1981 o seu segundo álbum «Corazón de poeta» levou-a ao auge da sua carreira musical como baladista, sendo reconhecida em Espanha e na América do sul com vendas que ultrapassaram as cinco milhões de cópias. Graças a este disco, a revista Billboard concedeu-lhe o prémio Billboard en Español. Desde então Jeanette gravou mais alguns álbuns que a mantiveram no palco da música. Algumas canções de destaque foram: «Frente a frente», «Corazón de poeta», «El muchacho de los ojos tristes», «Con que derecho» e «Amiga mía». O seu álbum Ojos en el sol (1984) não alcançou o número de vendas desejado, e a cantora não renovou contracto com a então editora discográfica RCA, afastando-se da mídia.
Só em 1989 é que Jeanette se aventura com um novo disco intitulado Loca por la música, um álbum com estilos de dança e pop forma do habitual na carreira da solista. O disco teve uma baixa recepção com um número de vendas abaixo das expectativas, no entanto a sua fama foi aumentando com o passar dos anos e é considerado o melhor na lista de discos de Jeanette.
Na sua carreira estima-se que tenham sido vendidos cerca de cinquenta milhões de discos em todo o mundo, o que a converte numa das cantoras de maior sucesso da Espanha. Jeanette formou duos com os Mocedades e Sacha Distel («Porque te vas») e com Raphael em 2001. Em 2004 colaborou no tema «La canción de amor en la que el chico gana» de Miqui Puig, em 2010 ofereceu a sua imagem para o videoclipe do cover «Frente a frente» do cantor Enrique Bunbury, em 2013 participou no álbum de compilação do cantor Coque Malla. e em 2016 gravou dois temas a duo com Juan Baú; «Acaríciame» e «Toda la noche oliendo a ti», como parte dum novo LP depois de 27 anos de ausência.

## Biografia
Filha de mãe canarina, natural de Santa Cruz de Tenerife e de pai natural do antigo Congo Belga, de ascendência maltesa, os pais de Jeanette conheceram-se na capital britânica, quando as Ilhas Canárias comerciavam com a Grã-Bretanha na exportação e importação de fruteiras. Os avós maternos da cantora, ambos dedicados ao comércio e aos negócios, decidiram imigrar para junto da sua mãe nascida em Londres.
Jeanette nasceu e viveu em Londres até 1953, quando os seus pais se mudaram para os Estados Unidos estabelecendo-se primeiro em Chicago e a partir de 1961 em Los Angeles, onde anos mais tarde nasceram os seus dois irmãos mais novos. O divórcio dos pais afectou a cantora, ficando a custódia na posse da sua mãe, que decidiu voltar para o seu país de origem, instalando-se em Barcelona a partir de 1964, onde se estreia a fazer parte do grupo Brenner's Folk que derivaram nos Pic-Nic.
Após a desintegração dos Pic-Nic, a jovem de 18 anos decide casar com Laszlo Kristofe, um amigo do ex-futebolista de origem húngara Zoltán Czibor e começa a sua vida em Viena, dedicando-se a trabalhos domésticos diários. Entretanto, a companhia HISPAVOX interessou-se pela voz da vocalista dos Pic-Nic e não hesitou em contratá-la para iniciar uma aventura musical. Depois Jeanette muda-se para Espanha, onde conhece vários compositores.

## Discografia

### Singles

#### Com o grupo Pic-Nic
- 1967: Cállate, niña/Negra estrella
- 1968: Amanecer/No digas nada
- 1968: Me olvidarás/Él es distinto a ti
- 1968: Hush, Little Baby/Blamin's Not Hard To Do/You Heard My Voice

#### Solo
- 1971: Soy rebelde/Oye papá, oye mamá
- 1972: Estoy triste/No digas nada
- 1973: Palabras, promesas/Debajo del platanero
- 1974: ¿Por qué te vas?/Seguiré amando
- 1975: Hoy nos hemos dicho adiós/El mundo con amor
- 1977: Todo es nuevo/Pequeña preciosa
- 1978: No digas buenas noches/Heaven, please, don't let it rain tonight
- 1978: Voy a tener un niño/De mujer a mujer
- 1981: Frente a frente/Cuando estoy con él
- 1981: Corazón de poeta/Comiénzame a vivir
- 1981: Sorrow/A Heart so warm and so tender
- 1982: El muchacho de los ojos tristes/Toda la noche oliendo a ti"
- 1983: Reluz/Más de cien sentidos
- 1983: Con qué derecho/No me fío más
- 1984: Amiga mía/Baila conmigo
- 1984: Ojos en el sol/Buenas noches
- 1989: China/Por nada del mundo
- 1989: Loca por la música/Sinceridad

### Álbuns de longa duração

#### ComPic Nic
- 1968: Pic-Nic (reditado no ano seguinte, quando o grupo se desfez, intitulado Cállate niña)

#### Solo
- 1973: Palabras, promesas
- 1976: ¿Por qué te vas?
- 1977: Todo es nuevo
- 1981: Corazón de poeta
- 1983: Reluz
- 1984: Ojos en el sol
- 1989: Loca por la música
- 1996: Sigo rebelde (Recopilação)